# Musée de l'étang de Thau
 (août 2025).
Si vous disposez d'ouvrages ou d'articles de référence ou si vous connaissez des sites web de qualité traitant du thème abordé ici, merci de compléter l'article en donnant les références utiles à sa vérifiabilité et en les liant à la section « Notes et références ».
Le musée de l’Etang de Thau est situé à Bouzigues (Hérault), sur les rives de l’Etang de Thau, sur les quais du port départemental de plaisance.
Inauguré en 1991, le musée est dédié à l’histoire des « gens de l’étang » et plus particulièrement à l’histoire de la culture de l’huître, qui se développe à Bouzigues à partir de 1925. Le musée présente des outils de travail ainsi que trois bateaux, dont une nacelle avec sa voile, embarcation typique de l’étang de Thau. Il comprend une section consacrée à la faune de l’étang, grâce à une série d’aquariums où sont présentées des espèces vivantes.
La Ville de Bouzigues est propriétaire du bâtiment et des collections, la gestion en étant déléguée à la communauté de communes nord du bassin de Thau en 2009, puis à Sète Agglopôle Méditerranée depuis 2017.

## Création
L’histoire du musée commence en 1981, quand Louis Higounet, futur maire de la Ville, sollicite les habitants de Bouzigues pour créer dans les locaux du Foyer rural une exposition dédiée aux métiers de la conchyliculture. Réalisée avec des photographies et différents outils et objets déposés par les habitants, l’exposition connaît un vif succès. Elle est reconduite trois années de suite, passant des locaux du Foyer rural à un hangar plus spacieux, faisant émerger l’idée d’une présentation pérenne dans un local fonctionnel.
Le département, qui porte un projet d’écomusée de l’Hérault fait réaliser l’inventaire des collections, et porte, via la conservation départementale des musées, le projet scientifique du futur musée, alimenté par un dialogue entre les professionnels et une recherche active en ethnologie sur l'étang de Thau soutenue par la DRAC Languedoc-Roussillon.
En 1984, la collectivité délibère pour la création d'un "écomusée de la Pêche et de l'élevage des coquillages du Bassin de Thau".
ll ouvre ses portes en 1991, avec le label de musée contrôlé, les collections prenant place dans un bâtiment spécialement construit en bord d’étang par l’architecte sétois Christian Salvador. La scénographie a été réalisée par Beb Phalip, Bérénice et François Goni.

## Parcours et collections
Le parcours du musée se déploie sur une surface de 600 m². Il est composé de cinq grandes séquences, dont l'agencement est inspiré par les travaux de recherches en ethnologie sur l'étang de Thau   :
La première salle ("salle de conchyliculture") présente l’origine de l’élevage de l’huître à Bouzigues ainsi que l’évolution des techniques : de la pyramide à la table d'élevage, qui marque le paysage de l’étang. La pyramide en béton, invention du maçon Louis Tudesq, introduit le parcours. Dispositif rapidement révolu dont il ne reste quasiment plus d’exemplaire, elle constitue un objet emblématique des collections.
A l’intérieur de cette salle est reconstitué un mas (cabane) de pêcheur,  un diorama avec des objets mis en situation évoquant la préparation du matériel de pêche.
La séquence qui suit est le « Magasin du pêcheur », qui évoque une réserve de pêcheur : filets, paniers, du matériel d’entretien, une charrette, ainsi que du mobilier meublant.
Vient ensuite la salle des aquariums, où sont présentées des espèces vivantes représentatives de l’étang (gobies, loups, dorades, syngnathe). Des vitrines présentent du matériel de pêche ainsi que des diorama, illustrant différentes techniques de pêche.
Le parcours s'achève dans la salle « polygonale », avec ses deux séquences majeures : une maquette du relief environnant de l'étang ; et une nacelle complète des années 1930 avec son gréement, embarcation typique de l’étang.
Le musée présente depuis 2017 Vivre avec l'étang,  un ensemble d'archives filmiques de l’étang –films professionnels ou amateurs, en partenariat l’INA et l’Institut Jean Vigo.
Une salle d'exposition présente des expositions temporaires. Parmi les expositions passées,  "Femmes d'étang Paroles et portraits de femmes du Bassin de Thau" (photographies de Sylvie Goussopoulos, 2012) ; "La Saint-Pierre. Fête et Traditions des pêcheurs en Méditerranée" (1999-2001) ; ou encore " "Rouges, vertes ou brunes, secrets des algues marines" ( 2025).
Avec le Jardin Antique Méditerranéen et le Musée gallo-romain Villa Loupian, il constitue le parc des sites muséaux gérés par Sète Agglopôle Méditerranée, le lien thématique entre ces trois équipements étant l'interaction de l'Homme et de la Nature, dans l’Histoire et son devenir, au sein du paysage culturel de l’Etang de Thau.